# Patrick Tatopoulos
Patrick Philippe Tatopoulos (né le 25 septembre 1957 à Paris) est un réalisateur, directeur artistique, chef décorateur, superviseur des effets spéciaux et superviseur des effets visuels franco-américain d'origine grecque.

## Biographie
Né d'un père d'origine grecque et d'une mère française, Patrick Tatopoulos vit ses premières années à Paris où il travaille l'animation et dessine des couvertures de comic book. Il étudie par la suite à l'École des Arts Appliqués, à l'École des Beaux Arts et à l'École des Arts décoratifs de Paris. Patrick Tatopoulos commence à travailler en agence de communication à Paris puis très vite passe par Rome et la Grèce, où il travaille comme ingénieur artistique pour la publicité. En 1989, il décide de tenter sa chance aux États-Unis. La qualité de son travail dans la publicité sera très vite remarquée par le monde du cinéma. Il vit actuellement à Los Angeles, avec McKenzie Westmore, sa femme.
Sa première expérience hollywoodienne dans les effets spéciaux est pour l'adaptation du jeu vidéo Super Mario Bros. en 1993. Mais c'est l'année suivante que sa conception artistique prend toute son ampleur en dessinant les costumes et les décors de Stargate, la porte des étoiles (1994). Ce film représente sa première collaboration avec le metteur en scène Roland Emmerich, pour qui il est responsable des effets spéciaux sur Independence Day (1996) et Godzilla (1998). Dans ce dernier, il prête son nom de famille au héros interprété par Matthew Broderick. Il fonde aussi sa propre société d'effets spéciaux, les Tatopoulos Studios, en 1996.
En 1999, il se charge de la conception de la petite souris Stuart Little. De retour à la science-fiction en chef décorateur, il suit l'Australien Alex Proyas dans Dark City (1998) et le retrouve en tant que directeur artistique dans I, Robot en 2003. Tatopoulos continue dans le genre et plonge dans l'univers du criminel intergalactique Riddick dépeint par David Twohy dans ses films Pitch Black (2000) et Les Chroniques de Riddick (2004). En 2007, il se charge des effets spéciaux de Je suis une légende de Francis Lawrence ainsi que du troisième film de la série Resident Evil.
Sur le tournage de Stargate, la porte des étoiles, il rencontre l'accessoiriste Len Wiseman. Ce dernier fait appel à lui pour les effets spéciaux d'Underworld (2003) ainsi qu'en tant que chef décorateur pour Underworld 2 : Évolution (2006) et Die Hard 4 : Retour en enfer (2007). 
En 2009, il devient réalisateur avec Underworld 3 : Le Soulèvement des Lycans, troisième volet de la saga Underworld. Il a aussi fait partie du jury de l’émission de télé-réalité Face Off les deux premières saisons et apparaît encore régulièrement lors de celle-ci. Cette émission est présentée par sa femme McKenzie Westmore (en) et est diffusée sur SyFy ou sur la TNT sur la chaîne Numéro 23.

## Filmographie

### Réalisateur
- 2000 : Bird of Passage (court métrage) (également scénariste)
- 2009 : Underworld 3 : Le Soulèvement des Lycans (Underworld: Rise of the Lycans)
- 2015 : Resurrection (téléfilm)
- 2015 : Quarantine Zone (court métrage) (également scénariste)

### Directeur artistique
- 2000 : Pitch Black de David Twohy
- 2004 : Les Chroniques de Riddick (The Chronicles of Riddick) de David Twohy
- 2004 : I, Robot de Alex Proyas

### Effets spéciaux
- 1991 : Dar l’invincible 2 : La Porte du temps (Beastmaster 2 : Through the Portal of Time) de Sylvio Tabet (en)
- 1992 : Dracula de Francis Ford Coppola
- 1992 : Super Mario Bros. de Rocky Morton
- 1995 : Stargate, la porte des étoiles (Stargate) de Roland Emmerich
- 1996 : Independence Day de Roland Emmerich
- 1997 : Spawn de Mark Dippé
- 1998 : Godzilla de Roland Emmerich
- 2000 : Stuart Little de Rob Minkoff
- 2000 : Supernova de Walter Hill
- 2000 : Pitch Black de David Twohy
- 2000 : Battlefield Earth de Roger Christian
- 2002 : Saint Sinner (téléfilm) de Joshua Butler (en)
- 2003 : Le Peuple des ténèbres (They) de Robert Harmon
- 2003 : Underworld de Len Wiseman
- 2004 : I, Robot de Alex Proyas
- 2004 : Van Helsing de Stephen Sommers
- 2005 : Cursed de Wes Craven
- 2005 : La Crypte (The Cave) de Bruce Hunt
- 2005 : Venom de Jim Gillespie
- 2005 : Curandero d'Eduardo Rodríguez
- 2006 : Underworld 2 : Évolution de Len Wiseman
- 2006 : Silent Hill de Christophe Gans
- 2006 : Aquaman (en) (téléfilm) de Greg Beeman
- 2007 : Je suis une légende (I Am Legend) de Francis Lawrence
- 2007 : Trick 'r Treat de Michael Dougherty
- 2008 : 10 000 (10,000 BC) de Roland Emmerich
- 2008 : Les Ruines (The Ruins) de Carter Smith
- 2008 : Outlander : Le Dernier Viking de Howard McCain
- 2009 : Underworld 3 : Le Soulèvement des Lycans
- 2009 : Solomon Kane de Michael J. Bassett
- 2009 : Blood Creek de Joel Schumacher

### Chef décorateur
- 1996 : Independence Day de Roland Emmerich
- 1998 : Dark City de Alex Proyas
- 2000 : Battlefield Earth de Roger Christian
- 2004 : I, Robot de Alex Proyas
- 2006 : Underworld 2 : Évolution de Len Wiseman
- 2007 : Die Hard 4 : Retour en enfer (Live Free or Die Hard) de Len Wiseman
- 2012 : Total Recall : Mémoires programmées (Total Recall) de Len Wiseman
- 2014 : 300 : La Naissance d'un empire (300: Rise of an Empire) de Noam Murro
- 2016 : Batman v Superman : L'Aube de la justice (Batman v Superman: Dawn of Justice) de Zack Snyder
- 2017 : Justice League de Zack Snyder
- 2019 : Maléfique : Le Pouvoir du mal (Maleficent: Mistress of Evil) de Joachim Rønning
- 2021 : Zack Snyder's Justice League de Zack Snyder
- 2022 : Transformers: Rise of the Beasts de Steven Caple Jr.
- 2024 : La Demoiselle et le Dragon (Damsel) de Juan Carlos Fresnadillo

### Superviseur des effets visuels
- 2007 : Resident Evil: Extinction de Russell Mulcahy

### Superviseur des effets spéciaux
- 2007 : Je suis une légende (I Am Legend) de Francis Lawrence

### Apparition
- 2000 : The Patriot de Roland Emmerich